# Levanga Hokkaido
O Levanga Hokkaido é um clube profissional de basquetebol japonês sediado em Sapporo, Hokkaido, Japão. A equipe disputa a B.League.

## História
Foi fundado em 2006.

## Notáveis jogadores
- Takehiko Orimo
- Ryota Sakurai
- Daiji Yamada
- Chris Ayer

## Técnicos
- José Alves Neto